# Shorinji Kempo

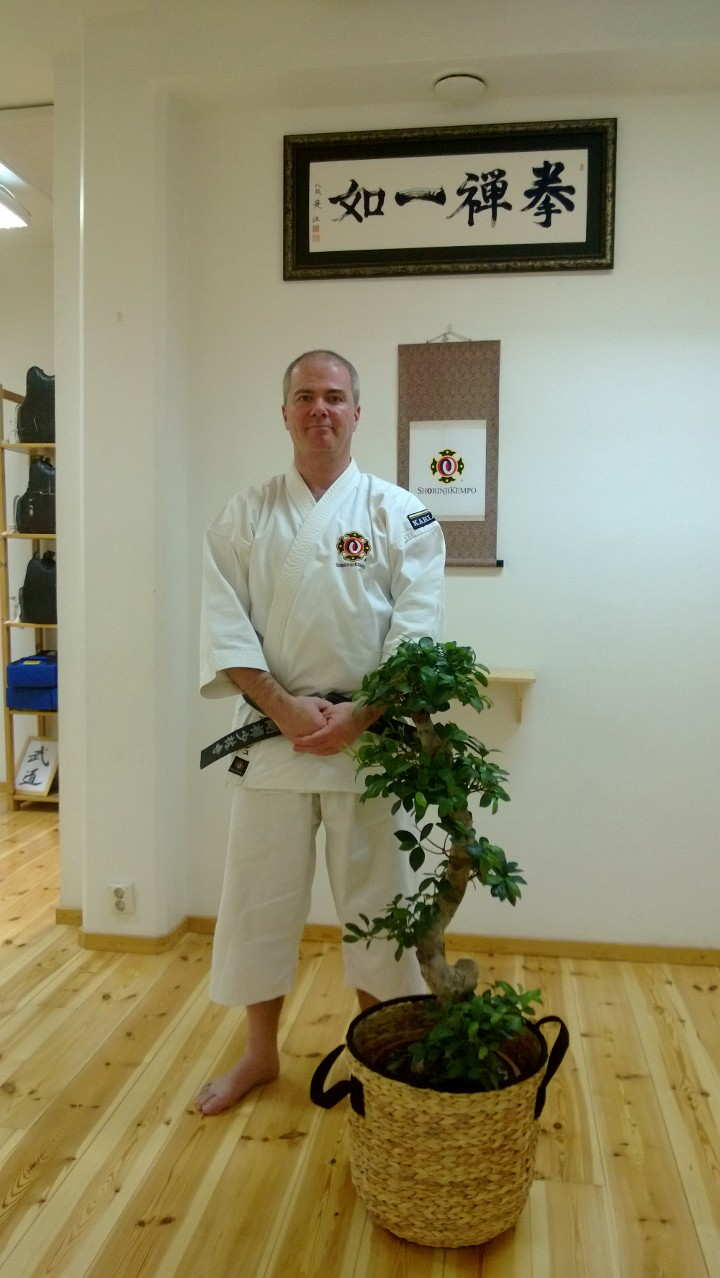
Praticante de shorinji kempo

kempo é uma arte marcial japonesa, desenvolvida ao mesmo tempo que a meditação Zazen, visando à autodefesa e melhoria da saúde, num contexto similar ao dos monges do templo Shaolin. Regime marcial profundamente meditativo, o shorinji kempo foi ensinado durante numerosos anos unicamente àqueles que entravam para o sacerdócio.

## Etimologia
Shorinji é a tradução para o japonês de Shaolin. Kempo é a tradução para o japonês de Kung Fu. Portanto, shorinji kempo é o nome em japonês para o estilo shaolin de kung fu.

## História
O estilo foi criado no templo Shaolin, na província de Henan, na China, no século VI, pelo monge budista indiano Bodhidharma. No início do século XX, um famoso mestre dessa arte na China era Wen Laoshi, líder da escola Shaolin do Norte (Ihermen Tuen). Um de seus alunos era o japonês Doshin So, que teve de retornar a seu país de origem por ocasião da Segunda Guerra Mundial. Doshin So reorganizou o estilo, adaptando-o à cultura do Japão e traduzindo seu nome para o japonês, criando, assim, o atual estilo shorinji kempo. Doshin estabeleceu seu quartel-general em Tadotsu, na prefeitura de Kagawa, na ilha de Shikoku. Os praticantes do estilo chamam Doshin So de kaisu, termo japonês que significa "fundador". 

## Acção e meditação
Ainda que infinitamente impregnado da teoria da calma nas ações — a meditação Zazen representa a calma, e o kempo representa a ação —, o Shorinji pensa que alguns de seus aspectos não podem existir de uma maneira independente.
No shorinji kempo, os dois aspectos são de importância igual. Todos os atrativos do shorinji kempo necessitam de esforço cooperativo de duas pessoas: praticar suas técnicas encoraja o respeito mútuo, a compreensão e o desenvolvimento da amizade. A verdadeira força do shorinji kempo é uma combinação do espírito de benevolência para com o esforço humano e a perseguição paralela da meditação calma e do ensinamento físico ativo.

## Princípios
Os princípios do shōrinji kenpō têm a sua base nas "pessoas" e na "paz".
O valor que Kaiso colocou na "pessoa" foi transformado pelas suas experiências quando o Japão foi derrotado na guerra e, após isso, quando ele observou mudanças sociais. Ele estabeleceu uma maneira de ver que examina a "qualidade da pessoa" envolvida.
Além disso, Kaiso não gostava da guerra, o símbolo de toda a tolice humana. Ele gostava da paz, e lutou pela paz verdadeira para a humanidade. Ele disse: "os países e a sociedade devem se transformar pelos corações humanos e por meios pacíficos."
Para tornar essa esperança em realidade, ele tomou, como objetivos, "o melhoramento das pessoas e da sociedade em que vivem" quando criou o shorinji kempo.
Com esta frase, procurava educar as pessoas para que possam viver de acordo com o seguinte:
1. Pessoas que possam viver com fé em seu potencial.
2. Pessoas que possam guiar suas vidas de acordo com suas convicções.
3. Pessoas que agem considerando a felicidade dos outros.
4. Pessoas que agem com justiça, coragem e compaixão.
5. Pessoas que vivem em cooperação, em paz com estranhos e familiares.

## Dizeres deKaiso
Um dos dizeres de Kaiso é "viva a metade de sua vida para você, e metade para os outros." Isto é um dos princípios mais representativos do shorinji kempo.
"Melhorar a si próprio" significa realizar todo o potencial que a pessoa possui, ter um padrão de como a humanidade deve viver, ter a confiança de desenvolver a si mesmo, e ter uma vida digna de orgulho.
"Felicidade para você e para os outros" significa reconhecer a existência de si mesmo e dos outros, e viver de um modo que procure o melhoramento de si mesmo e da sociedade.
Muitas pessoas falam não apenas do lado técnico da arte marcial, mas do jeito que ela afeta a sua vida como um todo, e isso pode ser considerado um dos motivos da expansão do shorinji kempo em todo o mundo.

## As seis características doshorinji kenpo
- Ken Zen Ichi Nyo
- Riki Ai Funi
- Shushu Koju
- Fusatsu Katsujin
- GoJu Ittai
- Kumite Shutai